# Una Europa
L'Alliance universitaire européenne UNA Europa est une association européenne d'universités et d'établissements, de droit belge, formée le 1er février 2019 et dont le projet est soutenu et financé par la Commission européenne depuis le 26 juin 2019,, dans le cadre de l'initiative « Universités Européennes » du programme Erasmus+. En France, l'université Paris-I-Panthéon-Sorbonne en fait partie.
L'alliance universitaire européenne UNA Europa regroupe aujourd’hui neuf grandes universités européennes de huit États membres de l'Union européenne et du Royaume-Uni.

## Liste des membres

### Universités fondatrices
- Université Paris 1 Panthéon-Sorbonne, France
- Université libre de Berlin, Allemagne
- Université de Bologne, Italie
- Université d'Édimbourg, Royaume-Uni
- Université Jagellonne, Pologne
- KU Leuven, Belgique
- Université complutense de Madrid, Espagne
- Université d'Helsinki, Finlande
- Université de Leyde, Pays-Bas
- Université de Zurich, Suisse
- University College Dublin, Irlande